# ندای وظیفه: جنگاوری نوین ۲ (بازی ویدئویی ۲۰۲۲)
ندای وظیفه: جنگاوری نوین ۲ (انگلیسی: Call of Duty: Modern Warfare II) یک بازی ویدئویی در ژانر تیراندازی اول-شخص است که توسط اینفینیتی وارد توسعه یافته و توسط اکتیویژن در ۲۸ اکتبر ۲۰۲۲ برای اکس‌باکس سری اکس/اس، پلی‌استیشن ۵، ایکس‌باکس وان، پلی‌استیشن ۴ و مایکروسافت ویندوز منتشر شده‌است این بازی به‌طور کلی، نوزدهمین قسمت از مجموعه بازی‌های ندای وظیفه به‌شمار می‌رود و همچنین دنبالهٔ مستقیم نسخهٔ بازشروع ۲۰۱۹ است. بخش داستانی جنگاوری نوین ۲ در ۲۰ اکتبر ۲۰۲۲ به‌صورت دسترسی زودهنگام برای کسانی که پیش‌خرید کرده‌اند، در دسترس قرار گرفت.
نکته‌ای که می‌توان دربارهٔ این بازی گفت؛ این است که در سال ۲۰۰۹ بازی ندای وظیفه: جنگاوری نوین ۲ منتشر شده بود و شباهت اسمی این دو عنوان قابل توجه است، البته اینفینیتی وارد و اکتیویژن برای شباهت نداشتن نام دو عنوان از نام (Call Of Duty: Modern Warfare II) استفاده کرده‌است، یعنی به جای استفاده از عدد ۲ به اعداد رومی روی آورده‌است. به گفتهٔ اکتیویژن، این بازی دوران جدیدی را برای سری ندای وظیفه ایجاد می‌کند. دنباله‌ای تحت‌عنوان جنگاوری نوین ۳ توسط اسلج‌همر گیمز در دست توسعه است که قرار است در ۱۰ نوامبر ۲۰۲۳ برای پلی‌استیشن ۵، پلی‌استیشن ۴، ایکس‌باکس سری اکس و سری اس، ایکس‌باکس وان و مایکروسافت ویندوز منتشر شود.

## دنباله
اسلج‌همر گیمز با کمک بیناکس، ریون سافتور، اکتیویژن شانگهای استودیو، اینفینیتی وارد و تویز فور باب یک دنبالهٔ داستانی مستقیم برای جنگاوری نوین ۲ توسعه داده‌است که ندای‌وظیفه: جنگاوری نوین ۳ نام خواهد داشت و در ۱۰ نوامبر ۲۰۲۳ برای پلی‌استیشن ۵، پلی‌استیشن ۴، ایکس‌باکس سری اکس و سری اس، ایکس‌باکس وان و مایکروسافت ویندوز منتشر خواهد شد. بخش زامبی این عنوان توسط تری‌آرک توسعه یافته‌است.

## گیم‌پلی
در جنگاوری نوین ۲، سه حالت شامل: بخش داستانی، بخش چندنفره و نیروهای ویژه وجود دارد.
به‌طور کلی، جنگاوری نوین ۲ از یک موتور جدید به نام آی‌دبلیو ۹٫۰ استفاده می‌کند که به توسعه‌دهندگان، ویژگی‌های جدیدی چون بهبود گرافیک، بهبود فیزیک، بهبود انیمیشن‌های بازی (آب، صورت، دویدن، تیراندازی و …)، بهبود دویدن و گان‌پلی جدید را داده‌است این موتور در بازی جدید ندای وظیفه: وارزون با نام وارزون ۲٫۰ (Call of Duty: Warzone 2.0) نیز استفاده شده‌است.
توسعه‌دهندگان در اینفینیتی وارد می‌گویند که سخت مشغول توسعه و بهبود هوش مصنوعی در این بازی بوده‌اند و درجات سختی، به‌مراتب از قبل، چالش‌برانگیزتر هستند. آن‌ها با اشاره به مأموریت آب سیاه (Dark Water) که در سامر گیم فست ۲۰۲۲، شاهد نمایش کاملی از آن بودیم، گفته‌اند که در این مأموریت، هوش‌مصنوعی اگر بفهمد که کانتینری به آن نزدیک می‌شود، خودکار تغییر مکان می‌دهد و با آشنایی از استراتژی‌های دشمن‌ها، به‌خوبی با آن‌ها مبارزه می‌کند. در بخش چندنفره و به‌طور خاص، وارزون ۲، شاهد مکانیک شنا هستیم و این مکانیک در قسمت‌های زیادی از نقشه، استفاده شده‌است. بازیکنان می‌توانند روی دیوارها آویزان شوند و یک مرحله که در بخش داستانی جریان دارد، به‌خوبی از این مکانیک استفاده می‌کند.
برای شناساندن مکانیک شنا در بخش داستانی، شاهد یک مأموریت در آمستردام هستیم که در آن، باید به‌همراه کاپیتان پرایس به مخفی‌کاری بپردازیم و توانایی کشتن مخفیانهٔ دشمنان از زیر آب وجود دارد. در این مرحله، لباس شخصیت‌ها به‌خوبی خیس می‌شود. در بازی، شاهد سلاح‌های سرد، گرم، تک‌تیرانداز و انفجاری هستیم که در بخش چندنفره، دارای ۵۱ پلتفرم (سکو) اسلحه هستیم که قابل شخصی‌سازی هستند در طول چندنفره، شاهد نقشه‌های زیادی هستیم که در روز عرضه، می‌توان به حدوداَ ۱۶ نقشه اشاره کرد که با هدف‌های مختلف ساخته شده‌اند. برای مثال، مبارزهٔ تاکتیکی و نفس‌گیر یا مبارزه با کمپرها.
تخریب‌پذیری بخش داستانی، بسیار خوب است ولی به‌گفتهٔ سازندگان، به کاهش تخریب در بخش چندنفره پرداخته‌اند تا عملکرد بازی به‌هم نخورد. امکان رانندگی خودرو، بالگرد و قایق در جنگاوری نوین ۲ وجود دارد ولی در وارزون ۲٫۰ استفاده شده‌است. نوعی دوربین مداربسته در بازی اضافه شده‌است که با وصل‌کردن آن‌ها به محیط می‌توان موقعیت دقیق دشمنان را شناسایی کرد و با آن‌ها درگیر شد. یک بمب چسبان هم وجود دارد که به وسایل نقلیه و محیط وصل شده و پس از انفجار، دشمنان زیادی را در فاصلهٔ نردیک می‌کشد.
یک حالت جدید به نام DMZ هم وجود دارد که در وارزون ۲٫۰ قرار دارد و اطلاعات زیادی از آن، موجود نیست. بخش کوآپ نیز در بازی وجود دارد و در حالت نیروهای ویژه، بازیکنان شاهد ماموریت‌هایی خواهند بود که به‌صورت دونفره انجام می‌گیرند. پس از عرضهٔ بازی نیز ماموریت‌هایی به نام Raid اضافه می‌شوند که شبیه بازی سرنوشت ۲ هستند. همچنین، ویژگی Slide-canceling به‌بخش گیم‌پلی اضافه شده‌است.

## داستان
در ژوئیه ۲۰۲۲، گروه ویژه ۱۴۱ تحت فرماندهی ژنرال شپرد در حال انجام حملات هدفمند علیه نیروهای تحت حمایت روسیه در المزره بودند. طی یک حمله موشکی، ژنرال ایرانی به نام ژنرال قربانی ترور می‌شود و معاون او سرگرد سپاه قدس حسن زیانی (Major Hassan Zyani) در صدد انتقام او رهبری را بر عهده گرفته و چند ماه بعد با حمایت مالی تروریست‌ها فعالیت‌های خود را شروع می‌کند. فعالیت‌های او توجه ژنرال شپرد و رئیس ایستگاه سی آی ای، کیت لَزوِل (Kate Laswell) را جلب کرد و شپرد دستور استقرار تفنگداران دریایی MARSOC به رهبری ستوان سایمون «گوست» رایلی و گروهبان جان «سوپ» مک تاویش را برای دستگیری حسن در المزرعه (Al Mazrah) صادر می‌کند ولی حسن پیش از این از منطقه فرار کرده بود و گوست و سوپ متوجه شده‌اند که او یک موشک بالستیک(missile) ساخت آمریکا در اختیار دارد.
در جستجوی رد حسن، لَزوِل، کاپیتان جان پرایس و گروهبان کایل «گَز» گریک یکی از افراد پیک حسن را در آمستردام تعقیب می‌کنند و متوجه می‌شوند که حسن با باند کارتل لاس الماس (Las Almas) متحد شده و در مکزیک پناه گرفته‌است. پس از یک تلاش ناموفق برای دستگیری حسن، سرهنگ آلخاندرو وارگاس فرمانده نیروهای ویژه مکزیکی و گروهبان دومش سرگرد رودولف پارا در عملیات مشترکی با شرکت گوست، سوپ و گروه سایه (Shadow Company) شرکت کردند تا حسن را دستگیر کنند. با وجود موفقیت‌آمیز بودن عملیات و دستگیری حسن آن‌ها مجبور می‌شوند (با دستور ژنرال شپرد) او را آزاد کنند ولی در این حین در تلفن همراه حسن یک ردیاب جاگذاری می‌کنند.
تماس تلفنی ردیابی شده حسن، پرایس، لَزوِل و گَز را به اسپانیا می‌برد تا به یک هچر ماهیگیری متعلق به لاس الماس حمله کنند و در آنجا متوجه می‌شوند که لاس آلماس دارای دستگاه‌های جی پی اس ساخت روسیه برای استفاده از موشک‌های دزدیده شده‌است. لَزوِل توسط نیروهای القَتله گروگان گرفته شود و باعث می‌شود که پرایس و گز با کمک دوستان قدیمی خود «نیکُلای» و «فرح کریم» او را در اورزیکستان نجات دهند. در همین حین، گروه آلخاندرو و سوپ به درون لاس آلماس نفوذ می‌کنند تا رهبرشان اِل سین نومبره را شناسایی کنند که مشخص می‌شد والِریا گارزا، هم تیمی سابق آلخاندرو، اکنون رهبر لاس آلماس شده‌است. والریا با افشای محل موشک‌ها با کمپانی سایه معامله می‌کند. عملیات به رهبری گوست، فرمانده گروه سایه فیلیپ گرِیوز، سوپ و آلخاندرو، عملیات مشترکی را به یک انبار نفتی متروکه و تانکر باری حمله می‌کند تا از پرتاب موشک جلوگیری کند. علیرغم مأموریت موفقیت‌آمیز، گروه گریوز با تسخیر پایگاه عملیات و بازداشت افرادش به دستور شپرد به وارگاس و گروه ویژه ۱۴۱ خیانت می‌کند و طی یک درگیری گوست و سواپ موفق به فرار از دست گریوز می‌شود ولی گریوز گروه آلخاندرو را زندانی می‌کند. با کمک پارا، لَزوِل، پرایس و گز، گوست و سوپ برای آزادی آلخاندرو و سربازانش یک نقشه فرار از زندان را آغاز می‌کنند.
بعد از نقشه موفق فرار از زندان، لزول فاش می‌کند که در ماه اوت، شپرد و گریوز مسئول یک مأموریت حمل‌ونقل ناموفق بودند که منجر به سرقت سه موشک بالستیک شد ولی آن‌ها این مسئله رو پوشانده بودند. پرایس بعد این‌ها با شپرد تماس گرفته و رسماً جنگش با او را اعلام می‌کند و می‌گوید بعد از تمام کردن کار گریوز و حسن به دنبال او خواهد افتاد. گروه ویژه ۱۴۱ و متحدان نیروهای ویژه مکزیکی موفق می‌شوند گریوز را بکشند و بعد با افشاگری والریا که حسن در شیکاگو است و قصد دارد موشک باقی مانده را به سمت واشینگتن شلیک کند به سمت شیکاگو راه می‌افتند. تیم با موفقیت نقشه را خنثی می‌کند حین یک درگیری بین سوپ و حسن، گوست با یک تیر کار حسن را تمام می‌کند. بعد از این اتفاقات شپرد فرار کرده و ناپدید می‌شود، در این حین لزول با دیدار گروه ویژه ۱۴۱ عکس شخصی را به پرایس نشان داده و مسئول کارهای ناموفق شپرد و تهدید بعدی معرفی می‌کند. به گفته پرایس این شخص «ماکاروف» رهبر ملیت‌گرایان روسی هست.
در صحنه پس از تیتراژ، گروه تروریستی داخل هواپیما در حال پرواز را می‌بینیم که با دریافت پیام "No Russian" از طرف ماکاروف آماده سرقت هواپیما می‌شوند. بخش داستانی بازی، ۱۷ مرحله دارد که هرکدام، درجه‌سختی‌های مختلفی دارد، پس از اتمام بازی می‌توان بازی را با درجه‌سختی Realism انجام داد که همان Veteran است اما بخش‌های روی‌صفحه (HUD) کمتر شده‌اند.

## حواشی
اولین بار، پس از انتشار ندای وظیفه: ونگارد در ۵ نوامبر ۲۰۲۱ بود که شایعات نسخهٔ بعدی ندای وظیفه منتشر شد.
افشاگران می‌گفتند که بازی؛ قسمت بعدی و دنبالهٔ ندای وظیفه: جنگاوری نوین (۲۰۱۹) خواهد بود.
سپس اطلاعاتی از نسخهٔ جدید ندای وظیفه: وارزون بیرون آمد و می‌گفتند که این نسخه، دارای بهبودهای جدیدی خواهد بود.
سپس در اوایل ۲۰۲۲؛ شرکت اکتیویژن اعلام کرد که این بازی توسط اینفینیتی وارد در حال توسعه است و این شرکت وارزون ۲ را نیز توسعه خواهد داد.
همچنین الان اطلاعاتی از بخش چندنفره ندای وظیفه: جنگاوری نوین ۲ شایعه شده‌است.
همچنین، به‌دلیل جبهه‌گیری داستان بازی علیه ایران و نیروی قدس سپاه پاسداران برخی از وبگاه‌های خبری ایران، خبرهایی در رابطه با جنگاوری نوین ۲ نگارش کردند. برای مثال، کشتن قربانی (General Ghorbani)، دستگیری و کشتن حسن زیانی در بازی را ضد جمهوری اسلامی خوانده و بازی را چیزی شبیه بتلفیلد ۳ خواندند

## معرفی

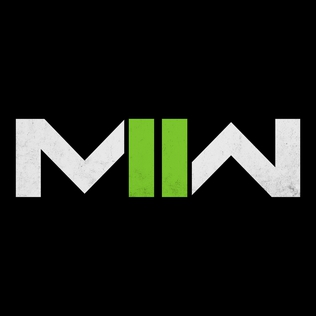
نشان‌وارهٔ رسمی ندای وظیفه: جنگاوری نوین ۲

اولین تیزر رسمی ندای وظیفه: جنگاوری نوین ۲، در اردیبهشت ۱۴۰۱ به نمایش درآمد، در این تیزر لوگوی این بازی رونمایی شد، بازی در ۸ ژوئن ۲۰۲۲ به صورت رسمی نمایش داده شد.
اکتیویژن نیز اعلام کرد که وارزون ۲ در ۱۶ نوامبر ۲۰۲۲ (برابر با ۲۵ آبان ۱۴۰۱) برای پلی‌استیشن ۵، پلی‌استیشن ۴، اکس‌باکس سری اکس/اس، اکس‌باکس وان و مایکروسافت ویندوز منتشر خواهد شد.